# Antonija Šola
Antonija Šola (Zagreb, 5. jun 1979) hrvatska je glumica i pevačica.

## Biografija
Detinjstvo je provela u Javorju kod Zaprešića i Bjelovaru. Apsolventkinja je na Hrvatskim studijima, smer sociologija i hrvatska kultura. Uz studije i ulogu Tine Fijan u Zabranjenoj ljubavi, peva i piše pesme. Kao izvođač učestvovala je nekoliko puta na Dori i festivalu „Oni dolaze“ u sklopu radijskog festivala gde je osvojila nagradu za najboljeg debitanta. Kao tekstopisac se pojavljuje na albumima Tonija Cetinskog i Tošeta Proeskog, a izdala je i svoj prvi samostalni album pod nazivom „Anđele“. Potpisuje tekst za pesmu Srce nije kamen u izvedbi Tošeta Proeskog koja je uvod RTL sapunice Zabranjena ljubav. Godine 2007. nastupila je na Hrvatskom radijskom festivalu s pesmom Anđele. Kao autor učestvuje na albumima raznih izvođača širom Balkana.

## Uloge (TV)
- „Nad lipom 35“ kao Antonija Šola (2007)
- „Zabranjena ljubav“ kao Tina Fijan (2004-08, 11)

### Spotovi
| Spot                   | Godina | Režiser                       |
| ---------------------- | ------ | ----------------------------- |
| Zovem da ti čujem glas | 2006   | Dario Godič                   |
| Pada tiha noć          | 2006   | Tomislav Brđanović            |
| Zabranjena Pjesma      | 2007   | Dinko Paleka                  |
| Volim osmijeh tvoj     | 2007   | Darko Drinovac                |
| Milijun poljubaca      | 2008   | —Darko Drinovac               |
| Gdje je srce tu je dom | 2009   | - Tomislav Brdjanović         |
| Zvijezdo               | 2009   | — Tomislav Brdjanović         |
| Loša navika            | 2011   | — Dario Godič                 |
| Živa meta              | 2012   | Filip Dizdar                  |
| Žigolo/ Lagat ću       | 2013   | — Med Vid produkcija          |
| Nezgodna               | 2013   | Med Vid produkcija            |
| Svaki dan je put       | 2014   | — Med Vid produkcija          |
| Nešto kao volim te     | 2014   | Tibor Javurek                 |
| Baraba                 | 2014   | Tibor Javurek,Matija Petrović |
| Samo u parfemu '       | 2015   | Igor Vignjević                |
| Ljubi se žmireći       | 2015   | Igor Vignjević                |
| Usreći srce            | 2016   | REC media                     |
| Budi lav               | 2016   | Igor Vignjević                |
| Dok slušam radio       | 2017   | Igor Vignjević                |
| Tvoja                  | 2017   | Igor Vignjević                |
| Bitango moja           | 2018   | Igor Vignjević                |
| Mir u duši             | 2018   | Dario Lepoglavec              |
| Oči Boje Oceana        | 2019   | Igor Vignjević                |
| Cijena prave ljubavi   | 2020   | Igor Vignjević                |
| Ponovo                 | 2020   | Igor Vignjević                |
| Javna tajna            | 2020   | Matija Škalić                 |

## Spoljašnje veze
- Zvanična stranica